# Apeomyoides
Apeomyoides é um gênero de roedores, tendo como única espécie o Apeomyoides savagei, um fóssil do Mioceno dos Estados Unidos. Conhecido por mandíbulas fragmentadas e dentes isolados de um sítio do início do Barstoviano [en], cerca de 15 a 16 milhões de anos atrás, em Nevada. Junto com outras espécies de localidades dispersas nos Estados Unidos, Japão e Europa, Apeomyoides é classificado na subfamília Apeomyinae da extinta família de roedores Eomyidae [en]. Os apeomyines são um grupo raro, mas amplamente distribuído, possivelmente adaptado a habitats relativamente secos.
Característico dos apeomyines, Apeomyoides era um eomídeo de grande porte, com dentes jugais de coroa alta e um grande espaço entre os incisivos e os dentes jugais. Os dentes jugais — pré-molares e molares — apresentam um padrão quase bilofodonte, com dois lobos distintos. Outras características distinguem Apeomyoides de outros apeomyines, como o formato retangular dos dentes jugais. O quarto pré-molar inferior (p4) é maior que os molares posteriores e possui duas raízes, enquanto os molares inferiores têm três.

## Taxonomia
Apeomyoides pertence à família Eomyidae, um grupo diversificado de roedores hoje extinto. Os eomídeos surgiram no Eoceno Médio (cerca de 47 milhões de anos atrás) na América do Norte, onde persistiram até o final do Mioceno (cerca de 5 milhões de anos atrás). Na Europa, sobreviveram um pouco mais, até o final do Plioceno (cerca de 2 a 3 milhões de anos atrás). Apeomyoides integra o subgrupo distinto dos eomídeos conhecido como Apeomyinae. O primeiro apeomyine descoberto foi Apeomys tuerkheimae, nomeado em 1968 com base em fósseis do Mioceno Inferior da Alemanha. Descobertas posteriores expandiram a distribuição de Apeomys e táxons relacionados. Em 1998, Oldřich Fejfar e colegas revisaram Apeomys e identificaram um segundo gênero relacionado, Megapeomys, do Mioceno Inferior da Alemanha, República Tcheca e Japão, criando a subfamília Apeomyinae para abrigar Apeomys e Megapeomys. O Megapeomys japonês foi nomeado como uma espécie distinta, Megapeomys repenningi, em 2011. Outros apeomyines foram identificados na América do Norte: Megapeomys bobwilsoni do Hemingfordiano [en] de Nevada, Apeomyoides savagei do Barstoviano de Nevada, Zophoapeomys indicum do Oligoceno Superior de Dakota do Sul, e uma possível segunda espécie de Zophoapeomys do Oligoceno Superior de Nebraska. Outro eomídeo norte-americano, Arikareeomys skinneri, do Arikareeano [en] de Nebraska, também foi reidentificado como apeomyine.
Os apeomyines são um grupo raro, mas amplamente distribuído, de eomídeos dentariamente distintos, com tendência a tamanhos maiores. Fejfar e colegas sugeriram que os apeomyines eram ecologicamente distintos de outros eomídeos, preferindo habitats mais secos. Embora outros cientistas reconheçam Apeomyinae como subfamília, em um resumo de 2008 sobre eomídeos norte-americanos, Lawrence Flynn classificou o grupo como uma tribo, Apeomyini, dentro da subfamília Eomyinae. Flynn descreveu Apeomyoides como o apeomyine mais derivado.
Apeomyoides savagei foi descrito como um novo gênero e espécie por Kent Smith, Richard Cifelli e Nicholas Czaplewski em 2006. O nome genérico, Apeomyoides, adiciona o sufixo grego -ides, indicando semelhança, ao nome do gênero relacionado Apeomys, enquanto o nome específico, savagei, homenageia Donald E. Savage por seu trabalho com mamíferos fósseis e auxílio a Smith. No mesmo artigo, esses cientistas defenderam as afinidades apeomyines de Arikareeomys.

## Descrição
Apeomyoides savagei é um eomídeo grande, embora não tão grande quanto Megapeomys lindsayi e Megapeomys bobwilsoni. Megapeomys repenningi do Japão tem tamanho semelhante, mas seus dentes jugais não são tão altos. Apeomyoides savagei exibe traços característicos dos apeomyines: dentes jugais de coroa alta com esmalte espesso, formato bilofodonte (dividido em dois lobos) e um diastema longo entre o incisivo inferior e os dentes jugais. Contudo, seus dentes jugais têm coroas mais altas que as de outros apeomyines, incluindo Apeomys, Megapeomys e Arikareeomys, e são retangulares, enquanto outros apeomyines têm dentes em forma de barril. O apeomyine mais antigo, Zophoapeomys, é menor e tem dentes jugais de coroa mais baixa. O material conhecido de Apeomyoides consiste em várias mandíbulas fragmentadas e dentes jugais isolados. O comprimento do primeiro e segundo molares inferiores (m1 e m2) varia de 1,74 a 2,58 mm, e a largura de 2,08 a 2,33 mm.
O quarto pré-molar superior (P4) não foi registrado, mas há um espécime de seu precursor decíduo (DP4). Esse dente é caracterizado por quatro cúspides principais (protocone, paracone, hipocone e metacone) e lofos ou cristas (protolófo, mesolófo, metalófo e posterolófo), separados por sinclinas ou vales. O primeiro e segundo molares superiores (M1 e M2) são quase quadrados e semelhantes em tamanho e estrutura ao DP4. Um lófo adicional em M1 e M2, o entolófo, é incompleto em Apeomyoides, mas mais proeminente em Megapeomys bobwilsoni e Arikareeomys.
Os quatro dentes jugais inferiores — o quarto pré-molar inferior (p4) e o primeiro ao terceiro molares inferiores (m1–m3) — são dentes de coroa alta. Como os dentes superiores, possuem quatro cúspides (metacônide, protocônide, entocônide e hipocônide), quatro lofos (metalófide, mesolófide, hipolófide e posterolófide) e três vales. Cada um dos dentes jugais inferiores carece de um lófo adicional, o ectolófide, presente em Arikareeomys. O p4 é maior que qualquer molar e mais longo que largo. Entre os molares, m1 e m2 não diferem significativamente e são um pouco mais largos que longos, enquanto m3 é um pouco menor, com a parte posterior mais arredondada e estreita. A sinclina IV, localizada na parte posterior do dente, entre o hipolófide e o posterolófide, é fechada nas margens; esse vale é aberto em Megapeomys bobwilsoni. A sinclina IV também se abre na sinclina III, localizada centralmente; essa abertura está ausente em Arikareeomys. Há duas raízes sob o p4 e três sob cada molar, menos que em Megapeomys bobwilsoni, que apresenta três sob o p4 e quatro sob os molares.
Na mandíbula, o diastema é muito grande e o incisivo é procumbente (projetando-se para frente), distinguindo Apeomyoides da maioria dos eomídeos, exceto Megapeomys. Há uma cicatriz massetérica (associada aos músculos da mandíbula) desde abaixo do m1 até um ponto à frente do p4, abaixo do forame mental. Em Apeomys e Megapeomys, essa cicatriz alcança apenas o nível da raiz frontal do p4. O forame mental é muito pequeno e se abre no diastema, perto da plataforma ventral da cicatriz; em Apeomys e Megapeomys, está localizado perto da plataforma dorsal. Outros forames estão presentes na superfície lingual (interna) do osso, abaixo dos dentes jugais.

## Distribuição e ecologia
Apeomyoides savagei provém da fauna local de Eastgate na formação Monarch Mill [en] do Condado de Churchill, Nevada. Essa fauna data do início do Barstoviano [en], cerca de 15 a 16 milhões de anos atrás. Isso torna Apeomyoides o apeomyine mais jovem conhecido, e sua ocorrência ajuda a preencher uma lacuna na distribuição geográfica conhecida dos apeomyines norte-americanos entre Megapeomys bobwilsoni em outras partes de Nevada e Arikareeomys em Nebraska. Outros eomídeos encontrados em Eastgate incluem espécies de Leptodontomys e Pseudotheridomys.

### Literatura citada
- Fejfar, O.; Rummel, M.; Tomida, Y. (1998). «New eomyid genus and species from the Early Miocene (MN zones 3–4) of Europe and Japan related to Apeomys (Eomyidae, Rodentia, Mammalia)». National Science Museum Monographs. 14: 123–143
- Evolution of Tertiary Mammals of North America. Volume 2: Small Mammals, Xenarthrans, and Marine Mammals. Cambridge, Inglaterra; Nova York: Cambridge University Press. 2007. pp. 415–427
- Korth, W.W. (2007). «Mammals from the Blue Ash local fauna (Late Oligocene), South Dakota. Rodentia, Part 1: Families Eutypomyidae, Eomyidae, Heliscomyidae, and Zetamys». Paludicola. 6 (2): 31–40
- Korth, W.W. (2008). «Early Arikareean (Late Oligocene) Eomyidae (Mammalia, Rodentia) from Nebraska». Paludicola. 6 (4): 144–154
- Smith, K.S.; Cifelli, R.L.; Czaplewski, N.J. (2006). «A new genus of eomyid rodent from the Miocene of Nevada». Acta Palaeontologica Polonica. 51 (2): 385–392
- Tomida, Y. (2011). «A new species of the genus Megapeomys (Mammalia, Rodentia, Eomyidae) from the Early Miocene of Japan». Palaeontologia Electronica. 14 (3): 25A